# ISO 3166-2:JP
Artículo principal: ISO 3166-2
Los códigos ISO  3166-2 para Japón abarcan 47 prefecturas. La primera parte es el código JP de la ISO 3166-1 para Japón, la segunda parte es numérica, de dos dígitos. El propósito de esta familia de estándares es establecer una serie mundial de abreviaturas cortas para los lugares, para el uso en etiquetas de paquetes, envases y objetos similares. Un código alfanumérico corto puede servir para indicar claramente una localización en una forma más conveniente y menos ambigua que el topónimo completo. 

## Códigos actuales
Los nombres de las subdivisiones se enumeran en la norma ISO 3166-2 publicada por la Agencia de Mantenimiento ISO 3166 (ISO 3166/MA).
Pulsa sobre el botón en la cabecera para ordenar cada columna.

Mapa de Japón con cada prefectura etiquetada con la segunda parte de su código ISO 3166-2 (con el dígito inicial 0 omitido).

| Código | Nombre de la subdivisión (ja) (ISO 3602:1989) | Nombre de la subdivisión (en) | Nombre de la subdivisión (es) |
| ------ | --------------------------------------------- | ----------------------------- | ----------------------------- |
| JP-01  | Hokkaidō                                      |                               | Hokkaidō                      |
| JP-02  | Aomori                                        |                               | Aomori                        |
| JP-03  | Iwate                                         |                               | Iwate                         |
| JP-04  | Miyagi                                        | Gifu                          | Miyagi                        |
| JP-05  | Akita                                         |                               | Akita                         |
| JP-06  | Yamagata                                      | Hiroshima                     | Yamagata                      |
| JP-07  | Fukushima                                     | Hokkaido                      | Fukushima                     |
| JP-08  | Ibaraki                                       | Fukui                         | Ibaraki                       |
| JP-09  | Tochigi                                       | Fukuoka                       | Tochigi                       |
| JP-10  | Gunma                                         | Fukushima                     | Gunma                         |
| JP-11  | Saitama                                       | Hyogo                         | Saitama                       |
| JP-12  | Chiba                                         |                               | Chiba                         |
| JP-13  | Tōkyō                                         | Ishikawa                      | Tokio                         |
| JP-14  | Kanagawa                                      |                               | Kanagawa                      |
| JP-15  | Niigata                                       |                               | Niigata                       |
| JP-16  | Toyama                                        | Kagoshima                     | Toyama                        |
| JP-17  | Ishikawa                                      |                               | Ishikawa                      |
| JP-18  | Fukui                                         | Kochi                         | Fukui                         |
| JP-19  | Yamanashi                                     |                               | Yamanashi                     |
| JP-20  | Nagano                                        | Kyoto                         | Nagano                        |
| JP-21  | Gifu                                          |                               | Gifu                          |
| JP-22  | Shizuoka                                      |                               | Shizuoka                      |
| JP-23  | Aichi                                         |                               | Aichi                         |
| JP-24  | Mie                                           |                               | Mie                           |
| JP-25  | Shiga                                         |                               | Shiga                         |
| JP-26  | Kyōto                                         |                               | Kioto                         |
| JP-27  | Ōsaka                                         |                               | Osaka                         |
| JP-28  | Hyōgo                                         | Oita                          | Hyōgo                         |
| JP-29  | Nara                                          |                               | Nara                          |
| JP-30  | Wakayama                                      |                               | Wakayama                      |
| JP-31  | Tottori                                       | Osaka                         | Tottori                       |
| JP-32  | Shimane                                       |                               | Shimane                       |
| JP-33  | Okayama                                       |                               | Okayama                       |
| JP-34  | Hiroshima                                     | Shiga                         | Hiroshima                     |
| JP-35  | Yamaguchi                                     | Shimane                       | Yamaguchi                     |
| JP-36  | Tokushima                                     | Shizuoka                      | Tokushima                     |
| JP-37  | Kagawa                                        | Chiba                         | Kagawa                        |
| JP-38  | Ehime                                         | Tokushima                     | Ehime                         |
| JP-39  | Kōchi                                         | Tokio                         | Kōchi                         |
| JP-40  | Fukuoka                                       | Tochigi                       | Fukuoka                       |
| JP-41  | Saga                                          |                               | Saga                          |
| JP-42  | Nagasaki                                      |                               | Nagasaki                      |
| JP-43  | Kumamoto                                      |                               | Kumamoto                      |
| JP-44  | Ōita                                          |                               | Ōita                          |
| JP-45  | Miyazaki                                      | Yamaguchi                     | Miyazaki                      |
| JP-46  | Kagoshima                                     | Yamanashi                     | Kagoshima                     |
| JP-47  | Okinawa                                       |                               | Okinawa                       |